# Christian Friedrich Schrader
Christian Friedrich Schrader (* 14. März 1739 in Derenburg; † 9. Juni 1816 in Burg) war ein deutscher Botaniker, Romanist und Lexikograf.

## Leben und Werk
Schrader besuchte ab 1757 die Lateinschule in Halle und schloss 1761 ein Studium der protestantischen Theologie an der Universität Halle mit dem Magistergrad ab. Er war von 1762 bis 1769 Informator (Lehrer) und von 1769 bis 1784 Inspektor am Pädagogium der Franckeschen Stiftungen im Waisenhaus in Halle. Dann ging er als Pfarrer, später Superintendent nach Burg.
Schrader veröffentlichte 1772 den Pflanzenbestand des zum Pädagogiums gehörenden Botanischen Gartens mit 1139 Arten. Eine ebenfalls bedeutende Leistung ist sein auf 3000 eng bedruckten Seiten erschienenes zweisprachiges Wörterbuch französisch-deutsch und deutsch-französisch (3 Bände, 1771 bis 1784).

## Werke
- Nouvel et complet dictionnaire étymologique, grammatical et critique de la langue françoise ancienne et moderne, Halle an der Saale 1771, 1284 Seiten (auf der Basis des Dictionnaire de l’Académie française, 4. Auflage, 1762)
  - Vollständiges deutsches und französisches Wörterbuch. A–H, I–Z. 2 Bde., Halle an der Saale 1781–1784, 1710 Seiten (auf der Basis des Wörterbuchs von Johann Christoph Adelung; Widmung an Karl Abraham von Zedlitz; Mitarbeit von  Elias Caspar Reichard und Léopold Frédéric Blanchot, 1734–1796)
- Index Plantarum Horti Botanici Pædagogii Regii Glauchensis, 1772
- Genera plantarum selecta in usum tironum botanophilorum methodo tabellari adornavit, 1780
- (Übersetzer) Gilbert Burnet, Denkwürdigkeiten, betreffend das Leben Johann Wilmot Grafen von Rochester samt dazu gehörigen Beylagen, aus der französischen Übersetzung von Jean-Alphonse Rosset de Rochefort (1709–1766) weiterübersetzt, Halle an der Saale 1775 (siehe auch: Bericht Vom Leben und Ende Des Durch Göttliche Gnade Auff dem Todt-Bett bekehrten Welt-bekandten Atheistens, Grafen Johns von Rochester, Halle an der Saale 1698)
- (Beiträger) Vermischte Beyträge zur Beförderung einer nähern Einsicht in das gesamte Geisterreich zur Verminderung und Tilgung des Unglaubens und Aberglaubens. Als eine Fortsetzung von D. David Eberhard Haubers Magischen Bibliotheck herausgegeben von Elias Caspar Reichard. Erster Band in IV. Stücken, Helmstedt 1781